# Marathon de Berlin
Le Marathon de Berlin est une course pédestre de 42,195 kilomètres empruntant chaque année depuis 1974 les rues de Berlin. Disputé annuellement vers la fin du mois de septembre par des amateurs et des professionnels, il fait partie du World Marathon Majors, compétition regroupant six marathons majeurs. Avec son très faible dénivelé positif et à l'abri du vent, il est l'un des marathons les plus rapides du monde. Les sept derniers records du monde de la discipline ont été battus sur ce tracé. L'épreuve est organisée par SCC Events, filiale du club de sport berlinois Sport Club Charlottenburg.

## Historique

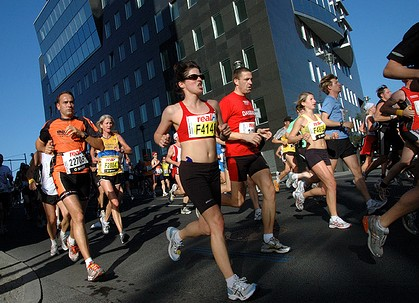
Le Marathon de Berlin 2007.

Le premier marathon de Berlin a lieu en 1974 et rassemble 286 participants. Il a suivi au fil des ans l'engouement énorme pour la course à pied dite « sur route », en même temps que d'autres grands marathons mondiaux. Le 27 septembre 1981, pour la première fois, le marathon est couru le long des avenues et des rues principales du centre-ville de Berlin-Ouest, avec un départ donné devant le Reichstag et une arrivée sur le Kurfurstendamm. En 1985, le nombre de participants atteint déjà 11 814 personnes. Le 30 septembre 1990, 3 jours seulement avant la date de la réunification allemande, 25 000 coureurs franchissent la Porte de Brandebourg, jadis intégrée dans le Mur. L'épreuve est remportée chez les hommes par Steve Moneghetti en 2 h 08 min 16, et chez les femmes par l'Allemande Uta Pippig. En 2008, les organisateurs enregistrent un nombre record de participants avec 35 783 athlètes dont 21 % de femmes.
Le parcours du Marathon de Berlin est considéré par les spécialistes comme très roulant, donc propice à de grandes performances. En 2001, la Japonaise Naoko Takahashi devient la première femme à descendre sous la barre des 2 h 20 minutes (2 h 19 min 46 s). Côté masculin, les meilleures performances récentes sont mises à l'actif du Kényan Paul Tergat (2 h 04 min 55 s en 2003), et de l'Éthiopien Haile Gebrselassie, qui établit un nouveau record du monde de l'épreuve en 2008 en 2 h 03 min 59 s avant d'être détrôné par le Kényan Patrick Makau en 2011 avec 2 h 03 min 38 s,.
Le 29 septembre 2013, le Kenyan Wilson Kipsang améliore le temps de 2011 de son compatriote Patrick Makau en établissant un nouveau record du monde en 2 heures 3 minutes 23 secondes,.
Plusieurs épreuves aux classements spécifiques sont intégrées à ce marathon : la course à rollers, à skate-board, et même le mini-marathon pour les jeunes (d'une longueur de 4,219 5 km, soit dix fois moins de distance).
L'édition 2020, initialement prévue les 26 et 27 septembre, est reportée à une date ultérieure, en raison de la pandémie de coronavirus et de l'interdiction de rassemblements de plus de 5 000 personnes en Allemagne ; elle sera finalement annulée.

La 50e édition du Marathon de Berlin aura lieu le 26 septembre 2024 et les épreuves se tiennent sur plusieurs jours avec une arrivée à la porte de Brandebourg.

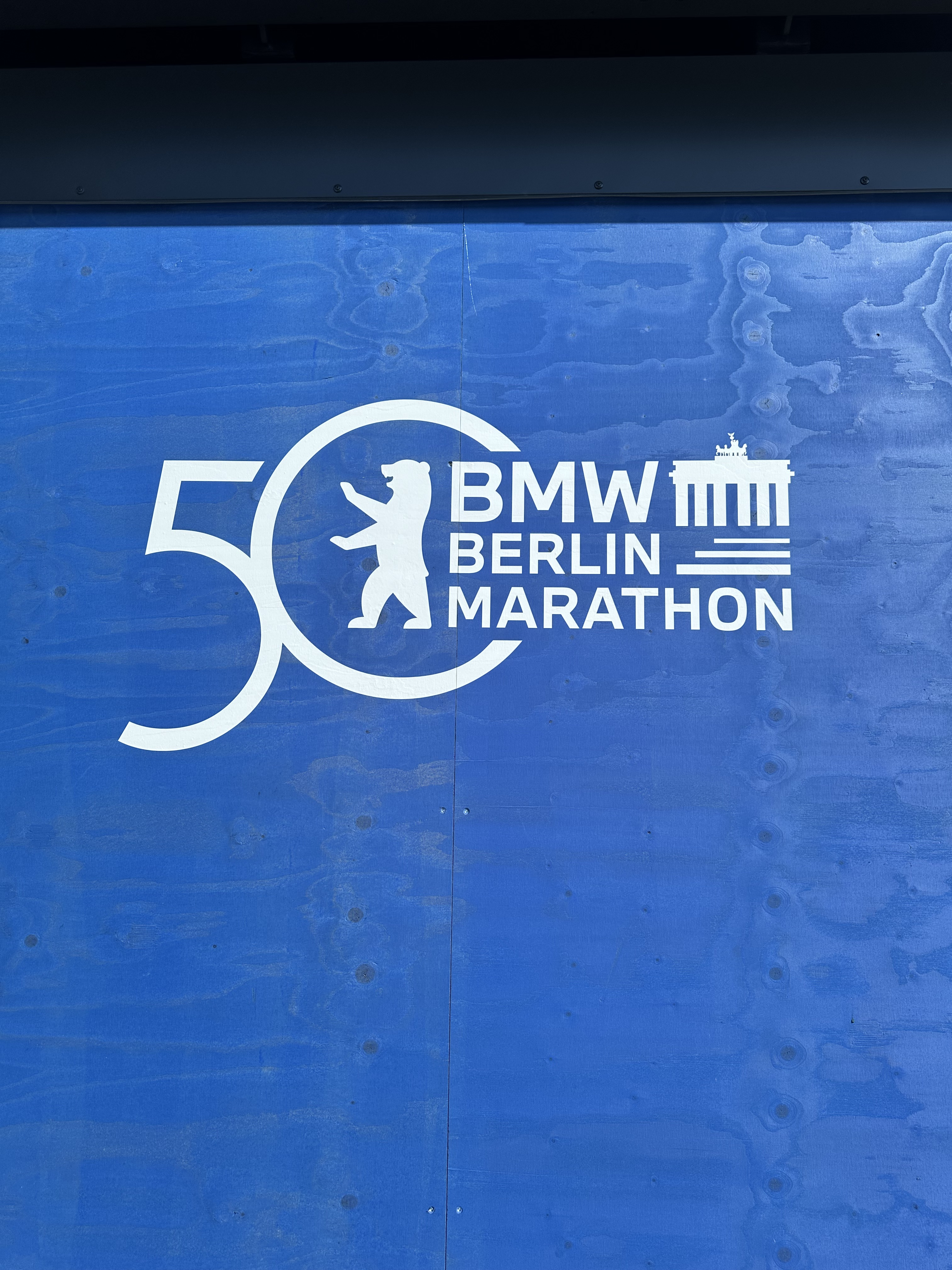
50e Marathon de Berlin
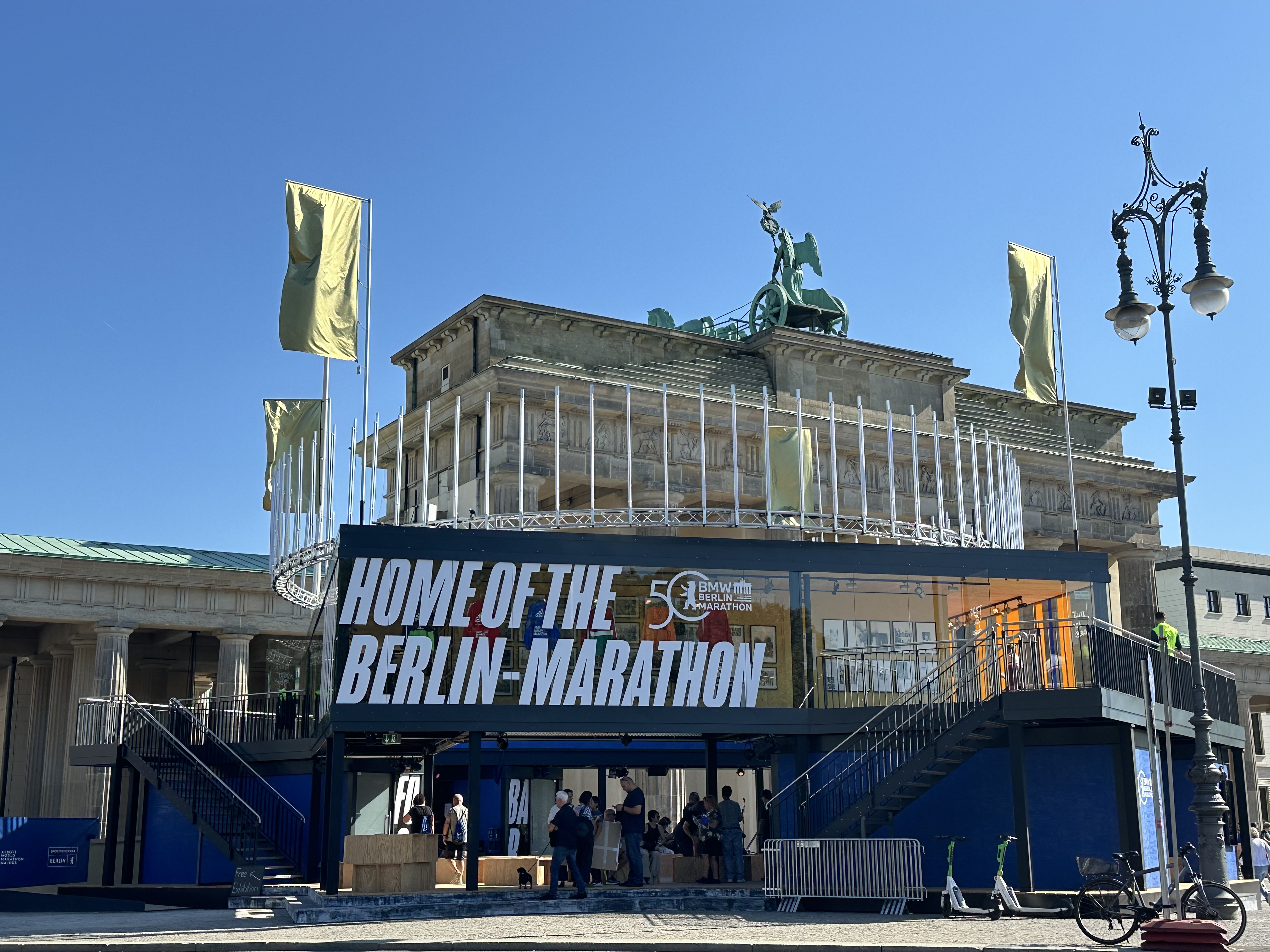
Pavillon du 50e Marathon de Berlin

## Palmarès coureurs

### Hommes

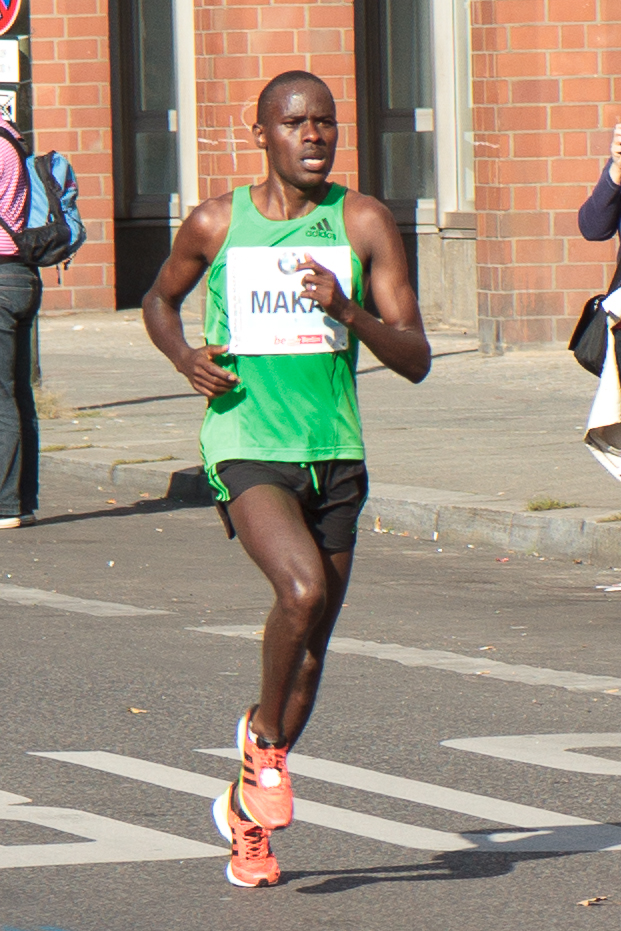
Le Kényan Patrick Makau lors du Marathon de Berlin 2011.

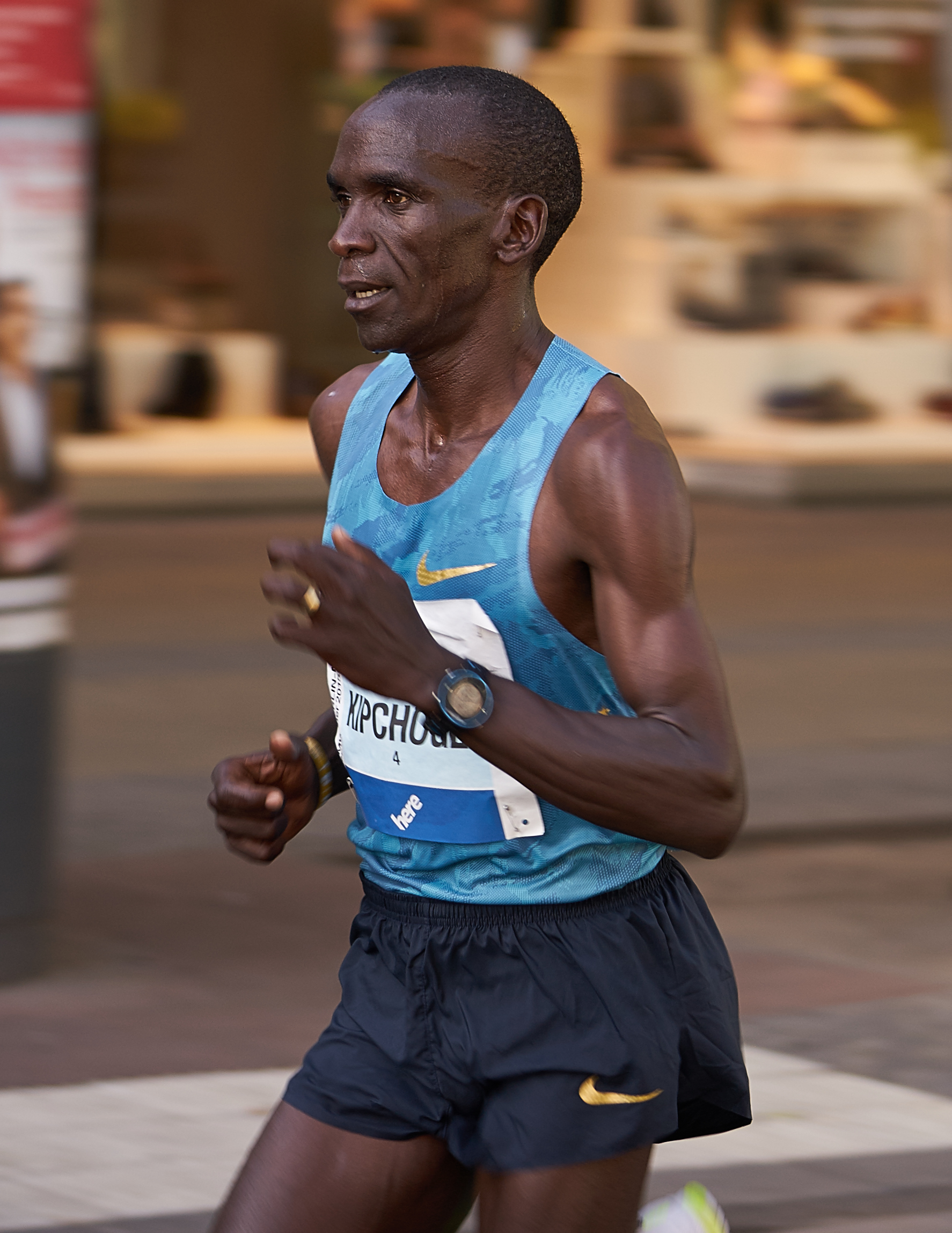
Le Kényan Eliud Kipchoge lors du Marathon de Berlin 2015.

Record de l'épreuve
| Date | Athlète                                              | Nationalité                                          | Temps                                                |
| ---- | ---------------------------------------------------- | ---------------------------------------------------- | ---------------------------------------------------- |
| 1974 | Günter Hallas                                        | Allemagne                                            | 2 h 44 min 53 s                                      |
| 1975 | Ralf Bochröder                                       | Allemagne                                            | 2 h 47 min 08 s                                      |
| 1976 | Ingo Sensburg                                        | Allemagne                                            | 2 h 23 min 08 s                                      |
| 1977 | Günter Mielke                                        | Allemagne                                            | 2 h 15 min 19 s                                      |
| 1978 | Michael Spöttel                                      | Allemagne                                            | 2 h 20 min 03 s                                      |
| 1979 | Ingo Sensburg                                        | Allemagne                                            | 2 h 21 min 09 s                                      |
| 1980 | Ingo Sensburg                                        | Allemagne                                            | 2 h 16 min 48 s                                      |
| 1981 | Ian Ray                                              | Angleterre                                           | 2 h 15 min 42 s                                      |
| 1982 | Domingo Tibaduiza                                    | Colombie                                             | 2 h 14 min 47 s                                      |
| 1983 | Karel Lismont                                        | Belgique                                             | 2 h 13 min 37 s                                      |
| 1984 | John Skovbjerg                                       | Danemark                                             | 2 h 13 min 35 s                                      |
| 1985 | Jimmy Ashworth                                       | Royaume-Uni                                          | 2 h 11 min 43 s                                      |
| 1986 | Bogusław Psujek                                      | Pologne                                              | 2 h 11 min 03 s                                      |
| 1987 | Suleiman Nyambui                                     | Tanzanie                                             | 2 h 11 min 11 s                                      |
| 1988 | Suleiman Nyambui                                     | Tanzanie                                             | 2 h 11 min 45 s                                      |
| 1989 | Alfredo Shahanga                                     | Tanzanie                                             | 2 h 10 min 11 s                                      |
| 1990 | Steve Moneghetti                                     | Australie                                            | 2 h 08 min 16 s                                      |
| 1991 | Steve Brace                                          | Royaume-Uni                                          | 2 h 10 min 57 s                                      |
| 1992 | David Tsebe                                          | Afrique du Sud                                       | 2 h 08 min 07 s                                      |
| 1993 | Xolile Yawa                                          | Afrique du Sud                                       | 2 h 10 min 57 s                                      |
| 1994 | António Pinto                                        | Portugal                                             | 2 h 08 min 31 s                                      |
| 1995 | Sammy Lelei                                          | Kenya                                                | 2 h 07 min 02 s                                      |
| 1996 | Abel Anton                                           | Espagne                                              | 2 h 09 min 15 s                                      |
| 1997 | Elijah Lagat                                         | Kenya                                                | 2 h 07 min 41 s                                      |
| 1998 | Ronaldo da Costa                                     | Brésil                                               | 2 h 06 min 05 s RM                                   |
| 1999 | Josephat Kiprono                                     | Kenya                                                | 2 h 06 min 44 s                                      |
| 2000 | Simon Biwott                                         | Kenya                                                | 2 h 07 min 42 s                                      |
| 2001 | Joseph Ngolepus                                      | Kenya                                                | 2 h 08 min 47 s                                      |
| 2002 | Raymond Kipkoech                                     | Kenya                                                | 2 h 06 min 47 s                                      |
| 2003 | Paul Tergat                                          | Kenya                                                | 2 h 04 min 55 s RM                                   |
| 2004 | Felix Limo                                           | Kenya                                                | 2 h 06 min 44 s                                      |
| 2005 | Philip Manyim                                        | Kenya                                                | 2 h 07 min 41 s                                      |
| 2006 | Haile Gebrselassie                                   | Éthiopie                                             | 2 h 05 min 56 s                                      |
| 2007 | Haile Gebrselassie                                   | Éthiopie                                             | 2 h 04 min 26 s RM                                   |
| 2008 | Haile Gebrselassie                                   | Éthiopie                                             | 2 h 03 min 59 s RM                                   |
| 2009 | Haile Gebrselassie                                   | Éthiopie                                             | 2 h 06 min 08 s                                      |
| 2010 | Patrick Makau                                        | Kenya                                                | 2 h 05 min 08 s                                      |
| 2011 | Patrick Makau                                        | Kenya                                                | 2 h 03 min 38 s RM                                   |
| 2012 | Geoffrey Mutai                                       | Kenya                                                | 2 h 04 min 15 s                                      |
| 2013 | Wilson Kipsang                                       | Kenya                                                | 2 h 03 min 23 s RM                                   |
| 2014 | Dennis Kimetto                                       | Kenya                                                | 2 h 02 min 57 s RM                                   |
| 2015 | Eliud Kipchoge                                       | Kenya                                                | 2 h 04 min 00 s                                      |
| 2016 | Kenenisa Bekele                                      | Éthiopie                                             | 2 h 03 min 03 s                                      |
| 2017 | Eliud Kipchoge                                       | Kenya                                                | 2 h 03 min 32 s                                      |
| 2018 | Eliud Kipchoge                                       | Kenya                                                | 2 h 01 min 39 s RM                                   |
| 2019 | Kenenisa Bekele                                      | Éthiopie                                             | 2 h 01 min 41 s                                      |
| 2020 | Édition annulée en raison de la pandémie de Covid-19 | Édition annulée en raison de la pandémie de Covid-19 | Édition annulée en raison de la pandémie de Covid-19 |
| 2021 | Guye Adola                                           | Éthiopie                                             | 2 h 05 min 45 s                                      |
| 2022 | Eliud Kipchoge                                       | Kenya                                                | 2 h 01 min 09 s RM                                   |
| 2023 | Eliud Kipchoge                                       | Kenya                                                | 2 h 02 min 42 s                                      |
| 2024 | Milkesa Mengesha                                     | Éthiopie                                             | 2 h 3 min 17 s                                       |

### Femmes
Record de l'épreuve
| Date | Athlète                                              | Nationalité                                          | Temps                                                |
| ---- | ---------------------------------------------------- | ---------------------------------------------------- | ---------------------------------------------------- |
| 1974 | Jutta von Haase                                      | Allemagne                                            | 3 h 22 min 01 s                                      |
| 1975 | Christin Bochröder                                   | Allemagne                                            | 3 h 59 min 15 s                                      |
| 1976 | Ursula Blaschke                                      | Allemagne                                            | 3 h 04 min 12 s                                      |
| 1977 | Angelika Brand                                       | Allemagne                                            | 3 h 10 min 26 s                                      |
| 1978 | Ursula Blaschke                                      | Allemagne                                            | 2 h 57 min 09 s                                      |
| 1979 | Jutta von Haase                                      | Allemagne                                            | 3 h 07 min 06 s                                      |
| 1980 | Gerlinde Püttmann                                    | Allemagne                                            | 2 h 47 min 18 s                                      |
| 1981 | Angelika Stephan                                     | Allemagne                                            | 2 h 47 min 23 s                                      |
| 1982 | Jean Lochhead                                        | Royaume-Uni                                          | 2 h 47 min 04 s                                      |
| 1983 | Karen Holdsworth                                     | Royaume-Uni                                          | 2 h 40 min 32 s                                      |
| 1984 | Agnes Sipka                                          | Hongrie                                              | 2 h 39 min 32 s                                      |
| 1985 | Magda Ilands                                         | Belgique                                             | 2 h 34 min 10 s                                      |
| 1986 | Charlotte Teske                                      | Allemagne                                            | 2 h 32 min 10 s                                      |
| 1987 | Kerstin Pressler                                     | Allemagne                                            | 2 h 31 min 22 s                                      |
| 1988 | Renata Kokowska                                      | Pologne                                              | 2 h 29 min 16 s                                      |
| 1989 | Päivi Tikkanen                                       | Finlande                                             | 2 h 28 min 45 s                                      |
| 1990 | Uta Pippig                                           | Allemagne de l'Est                                   | 2 h 28 min 37 s                                      |
| 1991 | Renata Kokowska                                      | Pologne                                              | 2 h 27 min 36 s                                      |
| 1992 | Uta Pippig                                           | Allemagne                                            | 2 h 30 min 22 s                                      |
| 1993 | Renata Kokowska                                      | Pologne                                              | 2 h 26 min 20 s                                      |
| 1994 | Katrin Dörre-Heinig                                  | Allemagne                                            | 2 h 25 min 15 s                                      |
| 1995 | Uta Pippig                                           | Allemagne                                            | 2 h 25 min 36 s                                      |
| 1996 | Colleen de Reuck                                     | Afrique du Sud                                       | 2 h 26 min 35 s                                      |
| 1997 | Catherina McKiernan                                  | Irlande                                              | 2 h 23 min 44 s                                      |
| 1998 | Marleen Renders                                      | Belgique                                             | 2 h 25 min 22 s                                      |
| 1999 | Tegla Loroupe                                        | Kenya                                                | 2 h 20 min 43 s                                      |
| 2000 | Kazumi Matsuo                                        | Japon                                                | 2 h 26 min 15 s                                      |
| 2001 | Naoko Takahashi                                      | Japon                                                | 2 h 19 min 46 s                                      |
| 2002 | Naoko Takahashi                                      | Japon                                                | 2 h 21 min 49 s                                      |
| 2003 | Yasuko Hashimoto                                     | Japon                                                | 2 h 26 min 32 s                                      |
| 2004 | Yoko Shibui                                          | Japon                                                | 2 h 19 min 41 s                                      |
| 2005 | Mizuki Noguchi                                       | Japon                                                | 2 h 19 min 12 s                                      |
| 2006 | Gete Wami                                            | Éthiopie                                             | 2 h 21 min 34 s                                      |
| 2007 | Gete Wami                                            | Éthiopie                                             | 2 h 23 min 17 s                                      |
| 2008 | Irina Mikitenko                                      | Allemagne                                            | 2 h 19 min 19 s                                      |
| 2009 | Atsede Besuye                                        | Éthiopie                                             | 2 h 24 min 47 s                                      |
| 2010 | Aberu Kebede                                         | Éthiopie                                             | 2 h 23 min 58 s                                      |
| 2011 | Florence Kiplagat                                    | Kenya                                                | 2 h 19 min 44 s                                      |
| 2012 | Aberu Kebede                                         | Éthiopie                                             | 2 h 20 min 30 s                                      |
| 2013 | Florence Kiplagat                                    | Kenya                                                | 2 h 21 min 13 s                                      |
| 2014 | Tirfi Tsegaye                                        | Éthiopie                                             | 2 h 20 min 19 s                                      |
| 2015 | Gladys Cherono                                       | Kenya                                                | 2 h 19 min 25 s                                      |
| 2016 | Aberu Kebede                                         | Éthiopie                                             | 2 h 20 min 45 s                                      |
| 2017 | Gladys Cherono                                       | Kenya                                                | 2 h 20 min 23 s                                      |
| 2018 | Gladys Cherono                                       | Kenya                                                | 2 h 18 min 11 s                                      |
| 2019 | Ashete Bekere                                        | Éthiopie                                             | 2 h 20 min 14 s                                      |
| 2020 | Édition annulée en raison de la pandémie de Covid-19 | Édition annulée en raison de la pandémie de Covid-19 | Édition annulée en raison de la pandémie de Covid-19 |
| 2021 | Gotytom Gebreslase                                   | Éthiopie                                             | 2 h 20 min 09 s                                      |
| 2022 | Tigist Assefa                                        | Éthiopie                                             | 2 h 15 min 09 s                                      |
| 2023 | Tigist Assefa                                        | Éthiopie                                             | 2 h 11 min 53 s RM                                   |
| 2024 | Tigist Ketema                                        | Éthiopie                                             | 2 h 16 min 42 s                                      |

## Records du monde battus

### Hommes

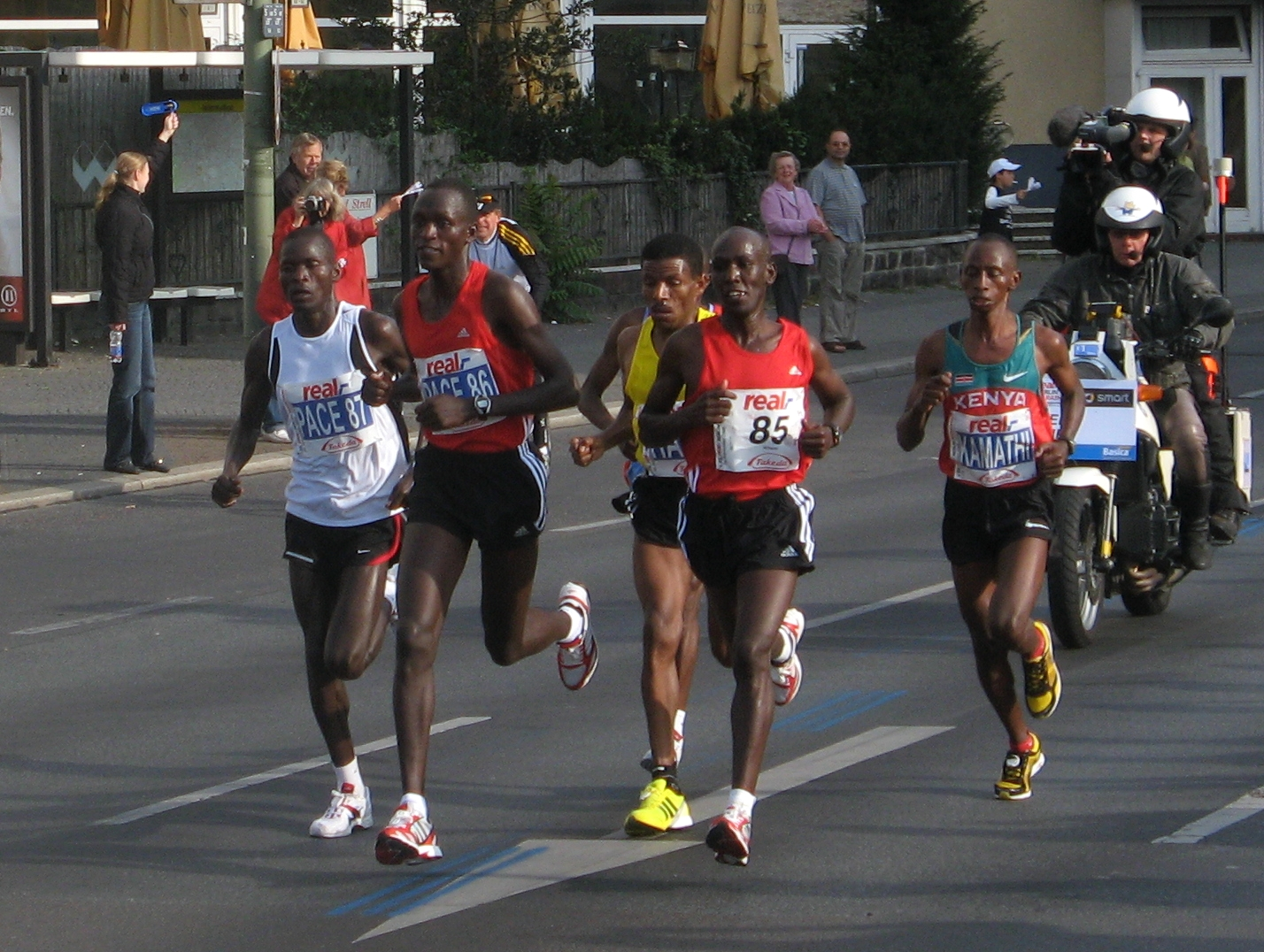
L'Éthiopien Haile Gebrselassie (en jaune) améliore le record du monde du marathon en 2007 et 2008.

- 1998 : Ronaldo da Costa en 2 heures 6 minutes 5 secondes
- 2003 :  Paul Tergat en 2 heures 4 minutes 55 secondes
- 2007 :  Haile Gebreselassie en 2 heures 4 minutes 26 secondes
- 2008 :  Haile Gebreselassie en 2 heures 3 minutes 59 secondes
- 2011 :  Patrick Makau en 2 heures 3 minutes 38 secondes
- 2013 :  Wilson Kipsang en 2 heures 3 minutes 23 secondes
- 2014 :  Dennis Kimetto en 2 heures 2 minutes 57 secondes
- 2018 :  Eliud Kipchoge en 2 heures 1 minute 39 secondes
- 2022 :  Eliud Kipchoge en 2 heures 1 minute 09 secondes

### Femmes
- 2023 :  Tigist Assefa en 2 heures 11 minutes 53 secondes

## Palmarès Inline Skating SPEED/TEA
| Date | Athlète     | Nationalité | Temps           |
| ---- | ----------- | ----------- | --------------- |
| 2013 | Bart Swings | Belgique    | 0 h 59 min 28 s |
| 2014 | Bart Swings | Belgique    | 0 h 58 min 10 s |

## Meilleurs résultats par catégories
| Catégorie                         | Temps              | Nom                    | Pays      | Année |
| --------------------------------- | ------------------ | ---------------------- | --------- | ----- |
| Athlète féminin                   | 2 h 11 min 53 s RM | Tigist Assefa          | Éthiopie  | 2023  |
| Athlète masculin                  | 2 h 01 min 09 s RM | Eliud Kipchoge         | Kenya     | 2022  |
| Fauteuil roulant féminin          | 1 h 39 min 31 s    | Sandra Graf            | Suisse    | 2009  |
| Fauteuil roulant masculin (T 3/4) | 1 h 21 min 39 s    | Heinz Frei             | Suisse    | 1997  |
| Handbike féminin                  | 1 h 10 min 23 s    | Christiane Reppe       | Allemagne | 2014  |
| Handbike masculin                 | 1 h 03 min 37 s    | Jetze Plat             | Pays-Bas  | 2014  |
| Patin en ligne féminin            | 1 h 06 min 35 s    | Maira Yacqueline Arias | Argentine | 2017  |
| Patin en ligne masculin           | 56 min 45 s        | Bart Swings            | Belgique  | 2022  |
| (Mise à jour: juin 2023)          |                    |                        |           |       |